# Каменноярский сельсовет
Каменноя́рский сельсове́т — упразднённые сельсовет и сельское поселение Черноярского района Астраханской области, административный центр — село Каменный Яр.

## История
6 августа 2004 года в соответствии с Законом Астраханской области № 43/2004-ОЗ установлены границы муниципального образования, сельсовет наделен статусом сельского поселения.
Законом Астраханской области от 1 июня 2016 года № 27/2016-ОЗ, 1 сентября 2016 года были преобразованы, путём их объединения, «Вязовский сельсовет», «Каменноярский сельсовет», «Село Зубовка», «Село Поды», «Село Солёное Займище», «Село Ступино», «Солодниковский сельсовет», «Старицкий сельсовет» и «Черноярский сельсовет» — в «Черноярский сельсовет», наделённый статусом сельского поселения, с административным центром в селе Чёрный Яр.

## Население
| 2010 | 2012  | 2013 | 2014 | 2015 | 2016 |
| ---- | ----- | ---- | ---- | ---- | ---- |
| 1022 | ↘1004 | ↘977 | ↘968 | ↘959 | ↘943 |

## Состав сельского поселения
| № | Населённый пункт | Тип населённого пункта       | Население |
| - | ---------------- | ---------------------------- | --------- |
| 1 | Бундин           | хутор                        | →24       |
| 2 | Каменный Яр      | село, административный центр | ↘923      |
| 3 | Раздольный       | посёлок                      | →12       |